# Cantó de Challans
El cantó de Challans és un cantó francès del departament de la Vendée, situat al districte de Les Sables-d'Olonne. Té sis municipis i el cap es Challans.

## Municipis
- Bois-de-Céné
- Challans
- Châteauneuf
- Froidfond
- La Garnache
- Sallertaine

## Història
| Data d'elecció                           | Identitat                | Partit          | Qualitat |
| ---------------------------------------- | ------------------------ | --------------- | -------- |
| 1945-1955                                | Armand de Baudry d'Asson | PRL             |          |
| 1955-1961                                | François Boux de Casson  | Divers droite   |          |
| 1961-1985                                | Jean Léveillé            | RI, després UDF |          |
| 1985-1994                                | Louis-Claude Roux        | Divers droite   |          |
| 1994-2011                                | Louis Ducept             | Divers droite   |          |
| 2011-                                    | Serge Rondeau            | Divers droite   |          |
| les dades anteriors no són pas conegudes |                          |                 |          |
|                                          |                          |                 |          |

| A partir de 1990: Població sense dobles comptes |